# 田中健一 (司教)
田中 健一（たなか けんいち、1927年8月31日 - 2021年7月29日）は、日本のカトリック司教。洗礼名はライムンド。カトリック高松教区の教区長であった田中英吉司教の甥にあたる。

## 生涯
1927年8月31日、愛媛県宇和島市に生まれる。泰星中学校（福岡市・現上智福岡中学校）を経て1944年に長崎公教神学校、1946年に大阪関目仮神学校、1948年に東京神学院に入学した。1951年12月21日に高松教区にて司祭叙階。1952年から58年まで、ローマなどに留学した。帰国後は、大阪教区の甲陽園と園田、1964年から高松教区の桜町、三本松、長尾、大島の各小教区で働く。1976年7月8日、ローマ教皇パウロ6世により京都教区司教に任命、同年9月23日、司教に叙階された。司教協議会では諸宗教対話を担当。1986年、アッシジでの「世界平和の祈りの集い」に、1987年には日本での「比叡山宗教サミット」に参加した。1997年6月15日、京都教区長を引退し、名誉司教となる。2021年7月29日、宇和島市内の病院で誤嚥性肺炎のため死去（93歳）。葬儀は8月1日、京都教区の大塚司教司式により、カトリック宇和島教会で執り行われた。